# Ethan Cross
Ethan Cross ist das Pseudonym des amerikanischen Schriftstellers Aaron Brown, dessen Geburtsdatum und -ort nicht bekannt sind. Er wuchs mit seinen drei Geschwistern auf. Heute lebt er mit seiner Frau und seinen drei Kindern in Illinois.
Laut seiner eigenen Webseite war Ethan Cross Chief Technology Officer für ein nationales Franchise-Unternehmen, sowie Leadsänger und Gitarrist in einer Musikgruppe, bevor er zu schreiben begann. Ethan Cross ist Mitglied der Schriftstellerorganisation International Thriller Writers.
International bekannt wurde Ethan Cross durch seine Romane um den Serienkiller Francis Ackerman junior, die auch in Deutschland sehr erfolgreich waren und sind. Seit 2019 steht dem Serienkiller Nadia Shirazi vom FBI als Partnerin zur Seite.
Im Jahr 2017 erschien mit Spectrum der erste Thriller mit dem autistischen FBI-Berater August Burke.
2024 startete Ethan Cross eine neue Buchreihe um den Ex-Polizisten Baxter Kincaid, die auf drei Bücher angelegt ist. Kincaid, der ohne Superkräfte als Berater des San Francisco Police Department Serienkiller jagt, ist eine bodenständigere Hauptfigur als Francis Ackermann.

## Werke

### Die Shepherd-Reihe
- 2013: Racheopfer (The Cage, 2011), Bastei Lübbe, Köln, ISBN 978-3-404-17739-4 Die Vorgeschichte von Francis Ackerman junior
- 2013: Ich bin die Nacht (The Shepherd, 2011), Bastei Lübbe, Köln, ISBN 978-3-404-16923-8
- 2014: Ich bin die Angst (The Prophet, 2012), Bastei Lübbe, Köln, ISBN 978-3-404-17078-4
- 2015: Ich bin der Schmerz (Father of Fear, 2014), Bastei Lübbe, Köln, ISBN 978-3-404-17258-0
- 2016: Ich bin der Zorn (The Judas Game, 2015), Bastei Lübbe, Köln, ISBN 978-3-404-17421-8
- 2018: Ich bin der Hass (Only The Strong, 2017), Bastei Lübbe, Köln, ISBN  978-3-404-17630-4
- 2019: Ich bin die Rache (The Taker, 2018), Bastei Lübbe, Köln, ISBN 978-3-404-17778-3

### Die Ackermann & Shirazi-Reihe
- 2019: Die Stimme des Zorns (The Man Without Fear, 2019), Bastei Lübbe, Köln, ISBN 978-3-404-17909-1, Hörbuch (6 CDs), Bastei Lübbe ISBN 978-3-7857-8009-1
- 2021: Die Stimme der Rache (The Black Rose, 2020), Bastei Lübbe, Köln, ISBN 978-3-404-18315-9
- 2022: Die Stimme des Wahns (The Disciple of Fire, 2022), Bastei Lübbe, Köln, ISBN 978-3-404-18500-9
- 2023: Die Stimme der Lüge (When Demons Dance, 2023), Bastei Lübbe, Köln, ISBN 978-3-404-18846-8
- 2024: Im Labyrinth der Rache (In the Labyrinth of Revenge, 2024), Bastei Lübbe, Köln, ISBN 978-3-404-19240-3

### Die August-Burke-Reihe
- 2017: Spectrum (Spectrum, 2017), Bastei Lübbe, Köln, ISBN 978-3-404-17555-0

### Die Baxter-Kincaid-Reihe
- 2025: Racheritual (The Raven, 2024), Piper Verlag, München, ISBN 978-3-492-06461-3

### Nicht auf Deutsch erschienen
- 2013: Blind Justice, Arrow, ISBN 978-0-099-58837-5
- 2011: Callsign: Knight – Book 1 (a Shin Dae-Jung – Chess Team Novella) with Jeremy Robinson, Breakneck Media, ISBN 978-0-984-04234-0